# Flashback (Hanne Kolstø)
Flashback è il secondo album in studio della cantante norvegese Hanne Kolstø, pubblicato il 14 settembre 2012 su etichetta discografica Karmakosmetix.

## Tracce
1. Flashback – 4:19
2. Carousel – 3:55
3. Pretty Veil – 4:44
4. La-La-La-La Lovesong – 3:26
5. Far Ahead – 3:22
6. Slizzy – 3:37
7. Not Looking for Us – 3:05
8. The Scoop – 3:22
9. Elevator – 4:42
10. Black Willow – 7:05

## Classifiche
| Classifica (2012) | Posizione massima |
| ----------------- | ----------------- |
| Norvegia          | 33                |